# الت-ترپتو
الت-ترپتو (به آلمانی: Alt-Treptow) یک سکونتگاه مسکونی در آلمان است که در Treptow-Köpenick واقع شده‌است.

## خصوصیات
الت-ترپتو ۱۰٬۴۲۶ نفر جمعیت دارد.